# Fuerte Olimpo
Fuerte Olimpo – miasto w departamencie Górny Paragwaj, w Paragwaju. Według danych na rok 2020 miasto zamieszkiwały 4523 osoby, a gęstość zaludnienia wyniosła 0,23 os./km².

## Demografia
Ludność historyczna:
| Rok                         | 2000 | 2005 | 2010 | 2015 | 2020 |
| --------------------------- | ---- | ---- | ---- | ---- | ---- |
| Ludność                     | 3208 | 3498 | 3810 | 4150 | 4523 |
| Gęstość zaludnienia os./km² | 0,16 | 0,17 | 0,19 | 0,21 | 0,23 |

Ludność według grup wiekowych na rok 2020:
| Wiek                                | 0–9 lat | 10–19 lat | 20–29 lat | 30–39 lat | 40–49 lat | 50–59 lat | 60–69 lat | 70–79 lat | 80+ lat |
| ----------------------------------- | ------- | --------- | --------- | --------- | --------- | --------- | --------- | --------- | ------- |
| Liczba osób w danej grupie wiekowej | 968     | 911       | 844       | 619       | 415       | 343       | 235       | 135       | 54      |

Struktura płci na rok 2020:
| Płeć                         | Mężczyźni | Kobiety |
| ---------------------------- | --------- | ------- |
| Liczba osób w danej płci     | 2397      | 2126    |
| Liczba osób w danej płci w % | 53        | 47      |

## Klimat
Klimat jest wilgotny i subtropikalny. Średnia temperatura wynosi 22 °C. Najcieplejszym miesiącem jest styczeń (27 °C), a najzimniejszym jest lipiec (16 °C). Średnie opady wynoszą 1991 milimetrów rocznie. Najbardziej wilgotnym miesiącem jest kwiecień (390 milimetrów deszczu), a najbardziej suchym miesiącem jest sierpień (82 milimetry opadów).